# Саккулово
Саккулово (рос. Саккулово) — селище у Сосновському районі Челябінської області Російської Федерації.
Входить до складу муніципального утворення Саккуловське сільське поселення. Населення становить 1856 осіб (2010).

## Історія
Від січня 1924 року належить до Сосновського району Челябінської області (спочатку Челябінського району).
Згідно із законом від 9 липня 2004 року органом місцевого самоврядування є Саккуловське сільське поселення.

## Відомі люди
- Кнутарьова Ольга Павлівна — Герой Соціалістичої Праці.

## Населення
| 2002 | 2010  |
| ---- | ----- |
| 1713 | ↗1856 |